# Санта-Уліба
Са́нта-Улі́ба (кат. Santa Oliva, вимова літературною каталанською [santə u'łiβə]) - муніципалітет, розташований в Автономній області Каталонія, в Іспанії. Код муніципалітету за номенклатурою Інституту статистики Каталонії - 431401. Знаходиться у районі (кумарці) Баш-Панадес (коди району - 12 та BP) провінції Таррагона, згідно з новою адміністративною реформою перебуватиме у складі баґарії (округи) Камп-да-Таррагона. 

## Назва муніципалітету
Назва муніципалітету походить від лат. santa - "свята" та лат. olīva - "олива" .

## Населення
Населення міста (у 2007 р.) становить 2.988 осіб (з них менше 14 років - 17,1%, від 15 до 64 - 67,3%, понад 65 років - 15,6%). У 2006 р. народжуваність склала 26 осіб, смертність - 26 осіб, зареєстровано 13 шлюбів. У 2001 р. активне населення становило 965 осіб, з них безробітних - 107 осіб.

Серед осіб, які проживали на території міста у 2001 р., 1.419 народилися в Каталонії (з них 579 осіб у тому самому районі, або кумарці), 718 осіб приїхало з інших областей Іспанії, а 124 особи приїхали з-за кордону. 

Вищу освіту має 5,1% усього населення. 

У 2001 р. нараховувалося 792 домогосподарства (з них 19,1% складалися з однієї особи, 29,3% з двох осіб,20,1% з 3 осіб, 20,3% з 4 осіб, 8,1% з 5 осіб, 1,5% з 6 осіб, 0,8% з 7 осіб, 0,5% з 8 осіб і 0,4% з 9 і більше осіб).

Активне населення міста у 2001 р. працювало у таких сферах діяльності : у сільському господарстві - 5,2%, у промисловості - 22,4%, на будівництві - 22,7% і у сфері обслуговування - 49,7%. 

 У муніципалітеті або у власному районі (кумарці) працює 1.368 осіб, поза районом - 575 осіб.

### Безробіття
У 2007 р. нараховувалося 130 безробітних (у 2006 р. - 132 безробітних), з них чоловіки становили 32,3%, а жінки - 67,7%.

## Економіка

### Підприємства міста

#### Промислові підприємства
| \| Промислові підприємства міста, за сферою діяльності \| Промислові підприємства міста, за сферою діяльності \| Промислові підприємства міста, за сферою діяльності \| \| Рік \| 2002 р. \| 2001 р. \| \| --------------------------------------------------- \| --------------------------------------------------- \| --------------------------------------------------- \| \| Енергетичні та водні ресурси \| 0,0% \| 0,0% \| \| Хімія та метали \| 5,9% \| 6,2% \| \| Переробка металів \| 20,6% \| 12,5% \| \| Продукти харчування \| 14,7% \| 15,6% \| \| Текстиль \| 5,9% \| 6,2% \| \| Виробництво меблів, видання \| 38,2% \| 43,8% \| \| Інше \| 14,7% \| 15,6% \| \| Усього підприємств \| 34 \| 32 \| |         |         |
| Промислові підприємства міста, за сферою діяльності |         |         |
| Рік | 2002 р. | 2001 р. |
| Енергетичні та водні ресурси | 0,0%    | 0,0%    |
| Хімія та метали | 5,9%    | 6,2%    |
| Переробка металів | 20,6%   | 12,5%   |
| Продукти харчування | 14,7%   | 15,6%   |
| Текстиль | 5,9%    | 6,2%    |
| Виробництво меблів, видання | 38,2%   | 43,8%   |
| Інше | 14,7%   | 15,6%   |
| Усього підприємств | 34      | 32      |

#### Роздрібна торгівля
| \| Підприємства роздрібної торгівлі міста, за сферою діяльності \| Підприємства роздрібної торгівлі міста, за сферою діяльності \| Підприємства роздрібної торгівлі міста, за сферою діяльності \| \| Рік \| 2002 р. \| 2001 р. \| \| ------------------------------------------------------------ \| ------------------------------------------------------------ \| ------------------------------------------------------------ \| \| Продукти харчування \| 27,8% \| 33,3% \| \| Одяг та взуття \| 5,6% \| 0,0% \| \| Товари для дому \| 5,6% \| 5,6% \| \| Книги та періодичні видання \| 5,6% \| 0,0% \| \| Промислова хімічна продукція \| 11,1% \| 16,7% \| \| Продукція, пов'язана з транспортними засобами \| 5,6% \| 5,6% \| \| Інше \| 38,9% \| 38,9% \| \| Усього підприємств \| 18 \| 18 \| |         |         |
| Підприємства роздрібної торгівлі міста, за сферою діяльності |         |         |
| Рік | 2002 р. | 2001 р. |
| Продукти харчування | 27,8%   | 33,3%   |
| Одяг та взуття | 5,6%    | 0,0%    |
| Товари для дому | 5,6%    | 5,6%    |
| Книги та періодичні видання | 5,6%    | 0,0%    |
| Промислова хімічна продукція | 11,1%   | 16,7%   |
| Продукція, пов'язана з транспортними засобами | 5,6%    | 5,6%    |
| Інше | 38,9%   | 38,9%   |
| Усього підприємств | 18      | 18      |

#### Сфера послуг
| \| Підприємства міста, що працюють у сфері послуг, за діяльністю \| Підприємства міста, що працюють у сфері послуг, за діяльністю \| Підприємства міста, що працюють у сфері послуг, за діяльністю \| \| Рік \| 2002 р. \| 2001 р. \| \| ------------------------------------------------------------- \| ------------------------------------------------------------- \| ------------------------------------------------------------- \| \| Гуртова торгівля \| 14,1% \| 17,1% \| \| Готелі та готельний бізнес \| 18,8% \| 22,0% \| \| Транспорт та зв'язок \| 25,9% \| 23,2% \| \| Посередницькі фінансові послуги \| 1,2% \| 1,2% \| \| Послуги підприємствам \| 7,1% \| 6,1% \| \| Послуги фізичним особам \| 18,8% \| 18,3% \| \| Нерухомість та ін. \| 14,1% \| 12,2% \| \| Усього підприємств \| 85 \| 82 \| |         |         |
| Підприємства міста, що працюють у сфері послуг, за діяльністю |         |         |
| Рік | 2002 р. | 2001 р. |
| Гуртова торгівля | 14,1%   | 17,1%   |
| Готелі та готельний бізнес | 18,8%   | 22,0%   |
| Транспорт та зв'язок | 25,9%   | 23,2%   |
| Посередницькі фінансові послуги | 1,2%    | 1,2%    |
| Послуги підприємствам | 7,1%    | 6,1%    |
| Послуги фізичним особам | 18,8%   | 18,3%   |
| Нерухомість та ін. | 14,1%   | 12,2%   |
| Усього підприємств | 85      | 82      |

## Житловий фонд
У 2001 р. 3,7% усіх родин (домогосподарств) мали житло метражем до 59 м2, 32,1% - від 60 до 89 м2, 39,4% - від 90 до 119 м2 і
24,9% - понад 120 м2.

З усіх будівель у 2001 р. 44,8% було одноповерховими, 48,9% - двоповерховими, 6,0
% - триповерховими, 0,0% - чотириповерховими, 0,3% - п'ятиповерховими, 0,1% - шестиповерховими,
0,0% - семиповерховими, 0,0% - з вісьмома та більше поверхами.

## Автопарк
| \| Автомобілі, зареєстровані у місті, за призначенням \| Автомобілі, зареєстровані у місті, за призначенням \| Автомобілі, зареєстровані у місті, за призначенням \| \| Рік \| 2006 р. \| 2005 р. \| \| -------------------------------------------------- \| -------------------------------------------------- \| -------------------------------------------------- \| \| Приватні автомобілі \| 63,5% \| 64,6% \| \| Мотоцикли \| 10,2% \| 9,2% \| \| Вантажівки \| 20,2% \| 20,6% \| \| Трактори \| 0,7% \| 0,8% \| \| Автобуси та ін. \| 5,4% \| 4,9% \| \| Усього автомобілів \| 2.666 шт. \| 2.492 шт. \| |           |           |
| Автомобілі, зареєстровані у місті, за призначенням |           |           |
| Рік | 2006 р.   | 2005 р.   |
| Приватні автомобілі | 63,5%     | 64,6%     |
| Мотоцикли | 10,2%     | 9,2%      |
| Вантажівки | 20,2%     | 20,6%     |
| Трактори | 0,7%      | 0,8%      |
| Автобуси та ін. | 5,4%      | 4,9%      |
| Усього автомобілів | 2.666 шт. | 2.492 шт. |

## Вживання каталанської мови
У 2001 р. каталанську мову у місті розуміли 94,9% усього населення (у 1996 р. - 94,6%), вміли говорити нею 72,6% (у 1996 р. - 
70,0%), вміли читати 70,6% (у 1996 р. - 63,9%), вміли писати 44,3
% (у 1996 р. - 38,7%). Не розуміли каталанської мови 5,1%.

## Політичні уподобання
У виборах до Парламенту Каталонії у 2006 р. взяло участь 1.024 особи (у 2003 р. - 1.12 осіб). Голоси за політичні сили розподілилися таким чином:
| \| Вибори до Парламенту Каталонії \| Вибори до Парламенту Каталонії \| Вибори до Парламенту Каталонії \| \| Рік \| 2006 р. \| 2003 р. \| \| -------------------------------------- \| ------------------------------ \| ------------------------------ \| \| Конвергенція та Єднання (CiU) \| 25,5% \| 27,0% \| \| Соціалістична партія Каталонії (PSC) \| 39,5% \| 43,5% \| \| Народна партія (PP) \| 13,3% \| 12,4% \| \| Ініціатива за Каталонію — Зелені (ICV) \| 5,7% \| 3,4% \| \| Республіканська лівиця Каталонії (ERC) \| 12,2% \| 11,8% \| \| Громадяни — Громадянська партія (C's) \| 0,9% \| 0,0% \| \| Інші \| 3,0% \| 2,0% \| |         |         |
| Вибори до Парламенту Каталонії |         |         |
| Рік | 2006 р. | 2003 р. |
| Конвергенція та Єднання (CiU) | 25,5%   | 27,0%   |
| Соціалістична партія Каталонії (PSC) | 39,5%   | 43,5%   |
| Народна партія (PP) | 13,3%   | 12,4%   |
| Ініціатива за Каталонію — Зелені (ICV) | 5,7%    | 3,4%    |
| Республіканська лівиця Каталонії (ERC) | 12,2%   | 11,8%   |
| Громадяни — Громадянська партія (C's) | 0,9%    | 0,0%    |
| Інші | 3,0%    | 2,0%    |

У муніципальних виборах у 2007 р. взяло участь 1.395 осіб (у 2003 р. - 1.242 особи). Голоси за політичні сили розподілилися таким чином:
| \| Муніципальні вибори \| Муніципальні вибори \| Муніципальні вибори \| \| Рік \| 2007 р. \| 2003 р. \| \| -------------------------------------- \| ------------------- \| ------------------- \| \| Конвергенція та Єднання (CiU) \| 19,1% \| 28,5% \| \| Соціалістична партія Каталонії (PSC) \| 42,2% \| 46,6% \| \| Народна партія (PP) \| 12,6% \| 13,0% \| \| Ініціатива за Каталонію — Зелені (ICV) \| 3,8% \| 10,1% \| \| Республіканська лівиця Каталонії (ERC) \| 13,1% \| 1,7% \| \| Громадяни — Громадянська партія (C's) \| 0% \| 0% \| \| Інші \| 9,2% \| 0,0% \| |         |         |
| Муніципальні вибори |         |         |
| Рік | 2007 р. | 2003 р. |
| Конвергенція та Єднання (CiU) | 19,1%   | 28,5%   |
| Соціалістична партія Каталонії (PSC) | 42,2%   | 46,6%   |
| Народна партія (PP) | 12,6%   | 13,0%   |
| Ініціатива за Каталонію — Зелені (ICV) | 3,8%    | 10,1%   |
| Республіканська лівиця Каталонії (ERC) | 13,1%   | 1,7%    |
| Громадяни — Громадянська партія (C's) | 0%      | 0%      |
| Інші | 9,2%    | 0,0%    |